# Chaser (jeu vidéo)
Chaser est un jeu vidéo de tir à la première personne développé par Cauldron et édité par JoWooD Entertainment, sorti en 2003 sur Windows.